# Маоз, Самуэль
Шмуэль Маоз, более известен как Самуэль Маоз (ивр. שמואל מעוז‎; род. 23 мая 1962) — израильский кинорежиссёр и сценарист.

## Биография
Сын водителя автобуса и медицинской сестры, в 13 лет получил в подарок на бар-мицву 8-мм кинокамеру и плёнку на четыре минуты воспроизведения, поскольку родители знали о его увлечении кинематографом. В 1982 году в период Ливанской войны, будучи призывником, 45 дней находился в зоне боевых действий (30 дней — в своём танке на месте наводчика орудия). В первый день войны, 6 июня, в 6.15 утра, выполняя приказ, произвёл выстрел по приближавшемуся к его танку пикапу и впоследствии называл этот момент переломным в своей жизни. В интервью Маоз говорит о главном психологическом отличии войны 1982 года от предыдущих израильских войн, в которых друг другу противостояли регулярные армии в единой униформе — в Ливане насчитывалось около десятка вражеских группировок, участники которых зачастую ходили в гражданской одежде. В 1988 году, окончив театральную школу Бейт Цви, где изучал кино, попытался написать сценарий о пережитом, но забросил его, не совладав с эмоциями. В 2006 году началась Вторая ливанская война, что заставило Маоза прервать молчание — его малобюджетный фильм «Ливан», в котором он выступил в качестве сценариста и режиссёра, произвёл сенсацию и был удостоен «Золотого льва» на Венецианском кинофестивале 2009 года, а также четырёх израильских премий Офир и 14-й премии Рая Сатьяджита.
В 2017 году новый фильм режиссёра — «Фокстрот» — получил на 74-м Венецианском кинофестивале Гран-при жюри «Серебряный лев». Картина представляет собой семейную трагедию, сюжет разбит на три действия. В первом родители призывника Джонатана Фельдмана получают известие о его гибели, которое предположительно оказывается ложным из-за путаницы — возможно, в действительности погиб тёзка и однофамилец. Во втором действии зритель видит патруль из четырёх израильских солдат, один из которых Джонатан Фельдман, но остаётся в неведении — тот ли это солдат, о чьих родителях вёлся рассказ в первой новелле, или другой. В третьей части автор обобщает взгляд на эволюцию боли и ненависти в израильском коллективном сознании, ведущую к духовной усталости. В Израиле лента вызвала неоднозначные отклики, поскольку армия относится к числу наиболее уважаемых в этой стране институтов. Маоз заявляет в ответ, что не может быть благополучной страна, где критиков объявляют предателями, и что лично он занимает ту позицию, которую занимает, поскольку испытывает боль за свою родину и действует ради любви к ней.

## Фильмография
- «Полное затмение» (2000) — документальный
- «Ливан» (2009)
- «Manybuy» (2013) — короткометражный
- «Венеция-70. Перезагрузка будущего» (2013) — документальный
- «Фокстрот» (2017)